# Démographie de l'Indre
La démographie de l'Indre est caractérisée par une faible densité, une population vieillissante, qui stagne en nombre depuis les années 1920 et qui baisse depuis 2008.
Avec ses 216 809 habitants en 2022, le département français de l'Indre se situe en 87e position sur le plan national.
En six ans, de 2015 à 2021, sa population a diminué de près de 7 000 unités, c'est-à-dire de plus ou moins 1 170 personnes par an. Mais cette variation est différenciée selon les 241 communes que comporte le département. Selon l'Insee, le département pourrait passer sous la barre des 200 000 habitants à l'horizon 2040. 
La densité de population de l'Indre, 31,9 habitants par kilomètre carré en 2022, est trois fois inférieure à celle de la France entière qui est de 107,1 hab./km2 pour la même année.

## Évolution démographique du département de l'Indre
Avec 245 289 habitants en 1831, le département représente 0,75 % de la population française, qui est alors de 32 569 000 habitants. De 1831 à 1866, il va gagner 32 571 habitants, soit une augmentation de 0,38 % moyen par an, égal au taux d'accroissement national de 0,48 % sur cette même période.
L'évolution démographique entre la Guerre franco-allemande de 1870 et la Première Guerre mondiale est beaucoup plus faible qu'au niveau national. Sur cette période, la population ne s'accroît que de 9 980 habitants, soit un accroissement de 3,59 % alors qu'il est de 10 % au niveau national. La population baisse de 5,72 % pour la période de l'entre-deux guerres courant de 1921 à 1936 alors qu'elle croit au niveau national de 6,9 % pour la France entière.
Au contraire des autres départements français, l'Indre va poursuivre un déclin démographique après la Seconde Guerre mondiale, principalement à partir de 1975. 
En 2022, le département comptait 216 809 habitants, en évolution de −3 % par rapport à 2016 (France hors Mayotte : +2,11 %).
| 1791    | 1801    | 1806    | 1821    | 1826    | 1831    | 1836    | 1841    | 1846    |
| ------- | ------- | ------- | ------- | ------- | ------- | ------- | ------- | ------- |
| 229 768 | 205 628 | 204 721 | 230 273 | 237 628 | 245 289 | 257 350 | 253 076 | 263 977 |

| 1851    | 1856    | 1861    | 1866    | 1872    | 1876    | 1881    | 1886    | 1891    |
| ------- | ------- | ------- | ------- | ------- | ------- | ------- | ------- | ------- |
| 271 938 | 273 479 | 270 054 | 277 860 | 277 693 | 281 248 | 287 705 | 296 147 | 292 868 |

| 1896    | 1901    | 1906    | 1911    | 1921    | 1926    | 1931    | 1936    | 1946    |
| ------- | ------- | ------- | ------- | ------- | ------- | ------- | ------- | ------- |
| 289 206 | 288 788 | 290 216 | 287 673 | 260 535 | 255 095 | 243 912 | 245 622 | 252 075 |

| 1954    | 1962    | 1968    | 1975    | 1982    | 1990    | 1999    | 2006    | 2011    |
| ------- | ------- | ------- | ------- | ------- | ------- | ------- | ------- | ------- |
| 243 436 | 251 432 | 243 178 | 248 523 | 243 191 | 237 510 | 231 139 | 232 959 | 230 175 |

| 2016    | 2021    | 2022    | - | - | - | - | - | - |
| ------- | ------- | ------- | - | - | - | - | - | - |
| 223 505 | 217 228 | 216 809 | - | - | - | - | - | - |

## Population par divisions administratives

### Arrondissements
Le département de l'Indre comporte quatre arrondissements. La population se concentre principalement sur l'arrondissement de Châteauroux, qui recense 58 % de la population totale du département en 2022, avec une densité de 48,1 hab./km2, contre 15 % pour l'arrondissement d'Issoudun, 14 % pour celui du Blanc et 13 % pour celui de la Châtre.
| Arrondissement  | Population(2022) | Variation(2022/2016)                       | Superficie(km2) | Densité(hab./km2) |
| --------------- | ---------------- | ------------------------------------------ | --------------- | ----------------- |
| Châteauroux     | 126 129          | en évolution de −2,31 % par rapport à 2016 | 2 621,9         | 48,1              |
| Issoudun        | 32 618           | en évolution de −4,77 % par rapport à 2016 | 1 182,3         | 27,6              |
| Le Blanc        | 30 455           | en évolution de −3,97 % par rapport à 2016 | 1 782,3         | 17,1              |
| La Châtre       | 27 607           | en évolution de −2,91 % par rapport à 2016 | 1 204,2         | 22,9              |
| Source : Insee. |                  |                                            |                 |                   |

### Communes de plus de2 000 habitants
Sur les 241 communes que comprend le département de l'Indre, quinze ont en 2021 une population municipale supérieure à 2 000 habitants, cinq ont plus de 5 000 habitants et deux ont plus de 10 000 habitants : Châteauroux et Issoudun.
Les évolutions respectives des communes de plus de 2 000 habitants sont présentées dans le tableau ci-après.
| Commune             | Population(2022) | Variation(2022/2016)                        | Superficie(km2) | Densité(hab./km2) |
| ------------------- | ---------------- | ------------------------------------------- | --------------- | ----------------- |
| Châteauroux         | 43 079           | en évolution de −2,29 % par rapport à 2016  | 25,54           | 1 686,7           |
| Issoudun            | 10 953           | en évolution de −7,87 % par rapport à 2016  | 36,6            | 299,3             |
| Déols               | 7 618            | en évolution de +1,02 % par rapport à 2016  | 31,74           | 240               |
| Le Blanc            | 6 188            | en évolution de −5,11 % par rapport à 2016  | 57,61           | 107,4             |
| Le Poinçonnet       | 5 848            | en évolution de −0,37 % par rapport à 2016  | 45              | 130               |
| Argenton-sur-Creuse | 4 817            | en évolution de −2,49 % par rapport à 2016  | 29,34           | 164,2             |
| Buzançais           | 4 431            | en évolution de −1,12 % par rapport à 2016  | 58,64           | 75,6              |
| La Châtre           | 4 038            | en évolution de −3,35 % par rapport à 2016  | 6,06            | 666,3             |
| Ardentes            | 3 747            | en évolution de −3,08 % par rapport à 2016  | 62,09           | 60,3              |
| Saint-Maur          | 3 589            | en évolution de −0,33 % par rapport à 2016  | 87,91           | 40,8              |
| Levroux             | 2 802            | en évolution de −6,91 % par rapport à 2016  | 82,32           | 34                |
| Chabris             | 2 762            | en évolution de +0,77 % par rapport à 2016  | 41,22           | 67                |
| Villedieu-sur-Indre | 2 615            | en évolution de −3,9 % par rapport à 2016   | 57,77           | 45,3              |
| Châtillon-sur-Indre | 2 296            | en évolution de −14,07 % par rapport à 2016 | 45,3            | 50,7              |
| Valençay            | 2 239            | en évolution de −6,36 % par rapport à 2016  | 41,59           | 53,8              |
| Source : Insee.     |                  |                                             |                 |                   |

## Structures des variations de population

### Soldes naturels et migratoires depuis 1968
L'augmentation moyenne annuelle, très faible au début des années 1970 est depuis devenue négative jusqu'à -0,5 % pour la période 2015-2021, à l'exception d'une embellie à 0 % de 1999 à 2010, du fait d'un solde migratoire positif à 0,3 %.
Le solde naturel annuel qui est la différence entre le nombre de naissances et le nombre de décès enregistrés au cours d'une même année, a régulièrement baissé, passant de 0,1 à −0,5 %. La baisse du taux de natalité, qui passe de 14,2 à 8 ‰, n'est pas compensée par une baisse du taux de mortalité, qui reste constant avant d'augmenter sur la dernière période, passant de 13,4 à 14,2 ‰.
Le flux migratoire reste autour de 0 %, à l'exception d'une hausse à 0,3 % pour la période 1999-2010.
| Indicateurs démographiques                       | 1968 à1975 | 1975 à1982 | 1982 à1990 | 1990 à1999 | 1999 à2010 | 2010 à2015 | 2015 à2021 |
| ------------------------------------------------ | ---------- | ---------- | ---------- | ---------- | ---------- | ---------- | ---------- |
| Variation annuelle moyenne de la population en % | 0,1        | -0,3       | -0,3       | -0,3       | 0,0        | -0,6       | -0,5       |
| - due au solde naturel en %                      | 0,1        | -0,2       | -0,3       | -0,3       | -0,3       | -0,4       | -0,6       |
| - due au solde apparent des entrées sorties en % | -0,0       | -0,1       | 0,0        | -0,0       | 0,3        | -0,2       | 0,1        |
| Taux de natalité en ‰                            | 14,2       | 11,4       | 10,2       | 9,8        | 10,2       | 9,2        | 8,0        |
| Taux de mortalité en ‰                           | 13,4       | 13,3       | 13,2       | 12,7       | 12,9       | 12,9       | 14,2       |
| Source : Insee.                                  |            |            |            |            |            |            |            |

### Mouvements naturels sur la période 2014-2022
En 2014, 2 030 naissances ont été dénombrées contre 2 936 décès. Le nombre annuel des naissances a diminué depuis cette date, passant à 1 671 en 2022, indépendamment à une augmentation, mais relativement faible, du nombre de décès, avec 3 369 en 2022. Le solde naturel est ainsi négatif et diminue, passant de -906 à −1 698.
Pour des raisons techniques, il est temporairement impossible d'afficher le graphique qui aurait dû être présenté ici.

## Densité de population
La densité de population est en diminution depuis 1968, en cohérence avec la diminution de la population.
En 2021, la densité était de 32,0 hab./km2.
| 1968 |  | 36.4 |  |

| 1975 |  | 36.6 |  |

| 1982 |  | 35.8 |  |

| 1990 |  | 35.0 |  |

| 1999 |  | 34.0 |  |

| 2010 |  | 34.0 |  |

| 2015 |  | 33.0 |  |

| 2021 |  | 32.0 |  |

## Répartition par sexes et tranches d'âges
La population du département est plus âgée qu'au niveau national.
En 2021, le taux de personnes d'un âge inférieur à 30 ans s'élève à 27,9 %, soit en dessous de la moyenne nationale (35,1 %). À l'inverse, le taux de personnes d'âge supérieur à 60 ans est de 36,4 % la même année, alors qu'il est de 26,6 % au niveau national.
En 2021, le département comptait 104 960 hommes pour 112 268 femmes, soit un taux de 51,68 % de femmes, légèrement supérieur au taux national (51,61 %).
Les pyramides des âges du département et de la France s'établissent comme suit.
| Hommes | Classe d’âge | Femmes |
| ------ | ------------ | ------ |
| 1,2    | 90 ou +      | 3      |
| 10,4   | 75-89 ans    | 13,7   |
| 22,2   | 60-74 ans    | 22,2   |
| 21,1   | 45-59 ans    | 20,3   |
| 15,4   | 30-44 ans    | 14,6   |
| 14,4   | 15-29 ans    | 12,5   |
| 15,4   | 0-14 ans     | 13,7   |

| Hommes | Classe d’âge | Femmes |
| ------ | ------------ | ------ |
| 0,7    | 90 ou +      | 1,9    |
| 7,0    | 75-89 ans    | 9,5    |
| 16,6   | 60-74 ans    | 17,5   |
| 20,0   | 45-59 ans    | 19,5   |
| 18,8   | 30-44 ans    | 18,3   |
| 18,3   | 15-29 ans    | 16,7   |
| 18,6   | 0-14 ans     | 16,7   |

## Répartition par catégories socioprofessionnelles
La catégorie socioprofessionnelle des retraités est surreprésentée par rapport au niveau national. Avec 37,6 % en 2021, elle est 10,8 points au-dessus du taux national (26,8 %). La catégorie socioprofessionnelle des cadres et professions intellectuelles supérieures est quant à elle sous-représentée par rapport au niveau national. Avec 4,6 % en 2021, elle est 5,5 points en dessous du taux national (10,1 %).
| Catégorie socioprofessionnelle                    | 2015    | 2015 | 2021    | 2021 | Détails de l'année 2021 | Détails de l'année 2021 | Détails de l'année 2021            | Détails de l'année 2021            | Détails de l'année 2021            |
| Catégorie socioprofessionnelle                    | Nb      | %    | Nb      | %    | Hommes                  | Femmes                  | Part en % de la population âgée de | Part en % de la population âgée de | Part en % de la population âgée de |
| Catégorie socioprofessionnelle                    | Nb      | %    | Nb      | %    | Hommes                  | Femmes                  | 15 à 24 ans                        | 25 à 54 ans                        | 55 ans ou +                        |
| ------------------------------------------------- | ------- | ---- | ------- | ---- | ----------------------- | ----------------------- | ---------------------------------- | ---------------------------------- | ---------------------------------- |
| Agriculteurs exploitants                          | 3 761   | 2,0  | 3 403   | 1,8  | 2 615                   | 787                     | 0,6                                | 2,9                                | 1,3                                |
| Artisans, commerçants, chefs d'entreprise         | 6 418   | 3,4  | 5 960   | 3,2  | 4 061                   | 1 899                   | 0,8                                | 5,7                                | 1,9                                |
| Cadres et professions intellectuelles supérieures | 7 894   | 4,2  | 8 497   | 4,6  | 4 842                   | 3 654                   | 1,3                                | 8,7                                | 2,2                                |
| Professions intermédiaires                        | 20 006  | 10,5 | 20 675  | 11,1 | 9 610                   | 11 064                  | 7,8                                | 21,8                               | 3,9                                |
| Employés                                          | 30 675  | 16,1 | 28 129  | 15,1 | 6 419                   | 21 710                  | 16,4                               | 26,8                               | 6,2                                |
| Ouvriers                                          | 28 040  | 14,8 | 25 426  | 13,7 | 19 429                  | 5 998                   | 19,1                               | 24,0                               | 4,9                                |
| Retraités                                         | 70 451  | 37,1 | 69 756  | 37,6 | 32 190                  | 37 565                  | 0,0                                | 0,2                                | 73,3                               |
| Autres personnes sans activité professionnelle    | 22 809  | 12,0 | 23 854  | 12,8 | 9 900                   | 13 954                  | 54,0                               | 9,9                                | 6,4                                |
| Ensemble                                          | 190 055 | 100  | 185 699 | 100  | 89 067                  | 96 632                  | 100                                | 100                                | 100                                |
| Sources : Insee,.                                 |         |      |         |      |                         |                         |                                    |                                    |                                    |